# Upplands runinskrifter 317
Upplands runinskrifter 317 är en nu försvunnen vikingatida runsten som funnits i Harg, Skånela socken och Sigtuna kommun. Stenen bör ha stått vid den gamla bron över Hargsån med U 312 på den andra sidan. Av avbildningar att döma var stenen intakt, men sprucken på 1600-talet. Någon gång runt 1700 har emellertid de övre delarna av stenen förkommit och är alltså numera helt försvunnen.

## Inskriften
Translitterering av runraden:
[olaifʀ · lit · bro × kiarua × auk × suain ... ...arl · auk · imlauk · lit · hkua · stain × iftʀ × karl · bonta sin]
Normalisering till runsvenska:
Olæifʀ let bro gærva ok Svæinn [at K]arl ok Hæimlaug(?) let haggva stæin æftiʀ Karl, bonda sinn.
Översättning till nusvenska:
Olev lät göra bron och Sven efter Karl, och Hemlög lät hugga stenen efter Karl, sin man.